# Brandanschlag in Rosbach
Der Brandanschlag in Rosbach war ein Terroranschlag, der am 1. März 1988 von Sympathisanten der Untergrundorganisation Action Directe auf die Niederlassung der Renault-Landmaschinen in Rosbach (Hessen) verübt wurde. Die Täter wurden zu sechs- beziehungsweise fünfjährigen Haftstrafen verurteilt.

## Vorgeschichte
Am Tattag befanden sich mehrere inhaftierte Mitglieder der französischen Terrororganisation „action directe“ seit 90 Tagen im Hungerstreik. Am 16. Februar verübten unbekannte Täter einen Brandanschlag auf das Schulungszentrum der Deutschen Bank in Kronberg, bei dem zwei Menschen verletzt wurden und ein Millionenschaden entstand. Zu diesem Anschlag wurde ein Bekennerschreiben verschickt, in dem erklärt wurde: „Der Angriff auf das Schulungszentrum der Deutschen Bank unterstützt die Forderungen der Gefangenen der Action Directe, die seit dem 1. Dezember 1987 in Hungerstreik sind...“.
Die deutsche Tochter der französischen Renault-Landtechnik hatte in Rosbach ihr zentrales Ersatzteillager. Von dort aus wurden auch Vertrieb und Kundendienst koordiniert.

## Die Tat
Eine Polizeistreife entdeckte gegen 1:30 Uhr nachts Flammen in dem Bürogebäude und alarmierte die Feuerwehr. Wenige Minuten später trafen die ersten Löschzüge ein. Gegen 2:30 Uhr war das Feuer gelöscht.
Das Feuer zerstörte die Räume im unteren Teil des Bürotrakts. Auch die darüber liegenden Zimmer sowie die EDV-Anlage wurden zu großen Teilen beschädigt. Die angrenzende Maschinenhalle, die durch eine Brandschutzmauer geschützt war, wurde so heiß, dass dort mehrere Traktorenreifen schmolzen. Der Schaden wurde von Udo Harald Busch, Geschäftsführer der deutschen Renault-Niederlassung, auf 500.000 DM (in heutiger Kaufkraft 544.141 Euro) bis eine Million DM geschätzt. Alle Verkaufsunterlagen wurden vernichtet.
Im ausgebrannten Gebäude fand die Polizei Benzinkanister. Ein Loch im Metallzaun und Fußspuren im Schnee wiesen auf die Täter hin. Die Polizei folgte den Spuren im frischen Schnee in den Beinhardswald bei Rosbach und nahmen gegen 4 Uhr früh etwa zehn Kilometer entfernt drei feldmarschmäßig ausgerüstete Männer, Heinrich J., Bernhard Daniel R. und Max D., fest. Heinrich J. gehörte zu den ersten Mitgliedern der Baader-Meinhof-Gruppe. 1973 war er vom Kammergericht Berlin zu zehn Jahren Freiheitsstrafe wegen versuchten Polizistenmordes verurteilt worden.

## Prozess
Am 24. Januar 1989 begann der Strafprozess vor dem 5. Strafsenat des Oberlandesgerichts Frankfurt. Die Anklage unter Bundesanwalt Leo Kouril warf den Angeklagten die Mitgliedschaft und Unterstützung einer terroristischen Vereinigung sowie Brandstiftung vor. Die Mitgliedschaft und Unterstützung der terroristischen Vereinigung Action Directe selbst war nicht strafbar, weil diese eine ausländische Organisation war und ihre Verbrechen im Ausland begangen hatte. Die Klage der Staatsanwaltschaft bezog sich auf Flugblätter, auf denen eine Gruppe „Für den Kommunismus“ den Anschlag befürwortet hatte. Die Staatsanwaltschaft sah dies als einen Hinweis, dass sich eine neue Terrorgruppe dieses Namens gebildet habe.
Die Verteidigung folgte den Mustern anderer Terroristenprozesse in Deutschland. Die Angeklagten gaben lediglich politische Stellungnahmen ab, in denen sie ihre Haftbedingungen kritisierten, die Zusammenlegung „politisch Gefangener“ forderten und sich zum „revolutionären Kampf“ bekannten. Die Verteidiger stellten eine Vielzahl von Verfahrensanträgen und beantragten die Feststellung der Befangenheit der Richter.
Das Urteil wurde am 22. Juni 1989 gesprochen. Das Gericht folgte der Argumentation der Staatsanwaltschaft in Bezug auf die Bildung einer terroristischen Vereinigung nicht und sprach die Angeklagten in diesem Punkt frei. Den Vorwurf der Brandstiftung sah das Gericht hingegen als erwiesen an und verurteilte Heinrich J. zu sechs und Bernhard Daniel R. sowie Max D. zu jeweils fünf Jahren Haft.